# Acquis de l'expérience
L'acquis de l'expérience est l'ensemble des compétences professionnelles acquises dans l'exercice d'une activité salariée, non salariée ou bénévole en rapport direct avec le contenu du diplôme ou titre. Ces acquis peuvent être pris en compte au titre de la validation. Ces acquis peuvent également être pris en compte au titre de la reconnaissance.